# Europese weg 391
De Europese weg 391 of E391 is een Europese weg die loopt van Trosna (Тросна) in Rusland naar Hloechiv in Oekraïne.

## Algemeen
De Europese weg 391 is een Klasse B-verbindingsweg en verbindt het Russische Trosna met het Oekraïense Hloechiv en komt hiermee op een afstand van ongeveer 160 kilometer. De route is door de UNECE als volgt vastgelegd: Trosna - Hloechiv.